# 人頭牌
人頭牌，是指遊戲牌中以人物作圖案的紙牌。目前國際上最流行的撲克牌，是源自法國塔羅牌的人物，在各國圖案常不一樣。

## 撲克牌與法國塔羅牌的人頭牌
四張J分別代表四位騎士：
- 紅心J：拉海爾，英法百年戰爭中的法國指揮官。為法王查理七世的侍從，聖女貞德的戰友。
- 梅花J：蘭斯洛特，亞瑟王傳說中最著名的圓桌武士。
- 方塊J：赫克托耳，特洛伊王子，特洛伊战争中特洛伊方面的统帅，在和阿喀琉斯的决斗中被杀。
- 黑桃J：奧吉爾，查理曼的丹麦侍從，是一位虛構的英雄。典出於11世纪法國詩歌罗兰之歌。

四張Q分別代表兩位聖經中的女子、一位女神及一位虛構人物：
- 紅心Q：友第德，《次經》中《友第德傳》的主要人物。
- 梅花Q：阿金尼（英語：Argine，由女王Regina一詞移位而成，手中的紅白雙色的玫瑰花意為：英國的蘭開斯特家族以紅色玫瑰作為象徵，約克家族以白色玫瑰作為象徵，兩個王族經過玫瑰戰爭後取得和解，並把雙方的薔薇結在一起。）
- 方塊Q：拉結，《聖經》人物，雅各之妻。
- 黑桃Q：雅典娜，希腊神话中的女神，四張王后牌中唯一一位手持武器的王后。

四張K分別代表歷史上四位著名國王：
- 红心K：查理曼，法蘭克王國国王。最早用凿子在木板上刻他的人物像的工匠，因为凿子不小心滑动，把上唇的胡子刮掉了。此后，印红心国王牌都是以这张画为标本。因而，国王牌中只有红心K没有胡子。其头发向内捲，把剑举在头后。
- 梅花K：亞歷山大大帝，他的衣服总是佩带着配有十字架的珠宝，这是梅花K国王的特点。其头发向外捲。
- 方塊K：凱撒，罗马共和国名將及最後一任執政官。他在罗马帝国硬币上的画像是侧面像。此后，在四张国王K牌里，只有红磚的国王是侧面像。其头发向内捲，手持束棒。
- 黑桃K：大衛王，公元前10世纪以色列国国王，他善于用竖琴演奏，并在圣经上写了许多赞美诗，所以在国王K牌上经常有竖琴的图样。其头发是向外捲的。